# Живи
„Живи“ (на английски: Alive) е американска биографична драма за оцеляване в екстремни условия от 1993 г., която черпи вдъхновение от документалната книга за реална авиокатастрофа през 1972 г. в Андите – Alive: The Story of the Andes Survivors (1993) от Пиърс Пол Рийд. Режисьор е Франк Маршъл, сценарият – на Джон Патрик Стенли. Във филма участват Итън Хоук, Винсънт Спано, Джош Хамилтън, Брус Рамзи, Джон Хеймс Нютън, Илиена Дъглас и Дани Нучи. Разказвач е Джон Малкович.